# Amèrica, Amèrica
Amèrica, Amèrica  (títol original: America, America) és una pel·lícula estatunidenca dirigida per Elia Kazan, estrenada el 1963. Ha estat doblada al català.

## Argument[2]
Stavros és un grec de la Capadòcia que viu a Anatòlia al final del segle xix en condicions miserables, transportant gel de la muntanya per vendre'l al poble. Com tots els seus correligionaris cristians, experimenta l'opressió dels turcs musulmans, que governen l'Imperi Otomà. La tensió ateny el seu paroxisme quan aquests últims es lliuren a un verdader pogrom al seu poble contra els armenis.
Des de llavors, Stavros, l'ambició del qual d'emigrar cap a Amèrica és en germen, passa a l'acció i comença el llarg i perillós periple fins a Constantinoble amb l'esperança d'embarcar en un vaixell amb destinació Nova York.

## Repartiment
- Stathis Giallelis: Stavros Topouzoglou
- Frank Wolff: Vartan Damadian
- Elena Karam: Vasso Topouzoglou
- Lou Antonio: Abdul
- John Marley: Garabet
- Estelle Hemsley: L'àvia Topouzoglou
- Katharine Balfour: Sophia Kebabian
- Harry Davis: Isaac Topouzoglou
- Joanna Frank: Vartuhi
- Robert H. Harris: Aratoon Kebabian
- Salem Ludwig: Odysseus Topouzoglou
- Paul Mann: Aleko Sinnikoglou
- Linda Marsh: Thomna Sinnikoglou
- Gregory Rozakis: Hohannes Gardashian

## Al voltant de la pel·lícula
- Al començament de la pel·lícula, la veu en off d'Elia Kazan informa els espectadors que la història de la pel·lícula és la de la seva família: «My name is Elia Kazan, I’m a Turk by birth, a Greek by blood and American because my uncle made a journey  »: "El meu nom és Elia Kazan, sóc turc per naixement, grec per orígens, i americà perquè el meu oncle va fer un viatge .

## Premis i nominacions

### Premis
- 1964: Oscar a la millor direcció artística per Gene Callahan
- 1964: Globus d'Or al millor director per Elia Kazan
- 1964: Conquilla d'Or

### Nominacions
- 1964: Oscar a la millor pel·lícula
- 1964: Oscar a la millor direcció per Elia Kazan
- 1964: Oscar al millor guió adaptat per Elia Kazan
- 1964: Globus d'Or a la millor pel·lícula dramàtica
- 1964: Globus d'Or al millor actor dramàtic per Stathis Giallelis
- 1964: Globus d'Or a la millor actriu dramàtica per Linda Marsh
- 1964: Globus d'Or al millor actor secundari per Paul Mann
- 1964: Globus d'Or al millor actor secundari per Gregory Rozakis